# Télémaque (bande dessinée)
 (février 2020).
Pour les articles homonymes, voir Télémaque (homonymie).
Télémaque est un album de bande dessinée.
- Scénario : Sabrina Calvo
- Dessins et couleurs : Thomas Azuélos

## Scénario
« Le grand Pan est mort ! » Voilà la nouvelle que Télémaque se doit d’annoncer aux habitants de Palodès... Mais, est-ce bien là la réalité ? Télémaque n’est-il pas juste un enfant aux prises avec la maladie ? Et sa passion pour l’Histoire antique ne le conduit-elle pas à vivre sa vie au travers de celle de son légendaire homonyme ? Et l’antique Palodès ne ressemble-t-elle pas à la cité phocéenne en pleine mutation ?

## Publication

### Éditeurs
- Carabas (2004)  (ISBN 2-914203-54-3)